# Колективіст (селище)
Колективіст (рос. Коллективист) — селище у Брасовському районі Брянської області Росії. Входить до складу муніципального утворення Дубровское сільське поселення.
Населення — 23 особи.
Розташоване за 4 км на схід від села Дубровка.

## Історія
Розташоване на території Сіверщини.
Виникло у XIX столітті як хутір Степановський (ймовірно, за ім'ям землевласника С. С. Апраксина). З 1920-х рр. однойменний радгосп. Сучасну назву отримало близько 1930 року.
У 1954-1975 рр. входило в Олександрівську (Олешанську) сільраду. У 1964 році до складу селища включено село Нова Гремовня.

## Населення
За найновішими даними, населення — 23 особи (2013).
У минулому чисельність мешканців була такою:
| Роки      | 1866 | 1926 | 1979 | 1989 | 2002 | 2010 |
| --------- | ---- | ---- | ---- | ---- | ---- | ---- |
| Населення | 25   | 6    | 124  | 74   | 63   | 34   |